# 濱海快線 (日本)
濱海快線（シーサイドライナー）是日本JR九州所經營，經由佐世保線、大村線、長崎本線，行駛於長崎縣佐世保市佐世保車站與長崎市長崎車站之間的快速列車和區間快速列車；往長崎方向被稱為下行，往佐世保方向稱為上行。
本條目同時收錄在1999年至2003年期間行駛於相同路段的特級列車西博爾德特急（シーボルト特急）。

## 概要
長崎市是長崎縣的縣廳所在地，也是位於長崎縣南部的主要城市，佐世保市則是長崎縣北部的主要城市，因此濱海快線成為長崎縣內兩個主要城市之間的往來鐵道交通，同時也是這兩個城市與其之間的著名觀光景點豪斯登堡的主要交通。

## 運作模式
目前濱海快線每天以兩種模式運作：「快速」Sea Side Liner於大村線為快速等級，於諫早站進入長崎本線及新線路段以普通各停模式行走；「區間快速」Sea Side Liner則相反：於大村線內為普通各停等級（但岩松及諏訪兩站依舊通過），於諫早站進入長崎本線及新線路段以快速等級行走。兩種Sea Side Liner皆不會行經長崎本線舊線（長與支線）路段。

### 停車站
- 2022年12月起生效
- 途經車站全部標示，但（ ）者為全列車通過。
- 「區快」＝區間快速
- 凡例…●：停車站、ー：通過站

| 列車種別 | 班次數目 | 班次數目   | 佐世保站 | 日宇站 | 大塔站 | 早岐站 | 豪斯登堡站 | 南風崎站 | 小串鄉站 | 川棚站 | 彼杵站 | 千綿站 | 松原站 | 大村車輛基地站 | 竹松站 | 新大村站 | （諏訪站） | 大村站 | （岩松站） | 諫早站 | 西諫早站 | 喜喜津站 | 市布站 | 肥前古賀站 | 現川站 | 浦上站 | 長崎站 |
| 列車種別 | 長崎方向 | 佐世保方向 | 佐世保站 | 日宇站 | 大塔站 | 早岐站 | 豪斯登堡站 | 南風崎站 | 小串鄉站 | 川棚站 | 彼杵站 | 千綿站 | 松原站 | 大村車輛基地站 | 竹松站 | 新大村站 | （諏訪站） | 大村站 | （岩松站） | 諫早站 | 西諫早站 | 喜喜津站 | 市布站 | 肥前古賀站 | 現川站 | 浦上站 | 長崎站 |
| -------- | -------- | ---------- | -------- | ------ | ------ | ------ | ---------- | -------- | -------- | ------ | ------ | ------ | ------ | -------------- | ------ | -------- | ---------- | ------ | ---------- | ------ | -------- | -------- | ------ | ---------- | ------ | ------ | ------ |
| 快速     | 5        | 7          | ●        | ●      | ●      | ●      | ●          | ー       | ー       | ●      | ●      | ー     | ー     | ー             | ●      | ●        | ー         | ●      | ー         | ●      | ●        | ●        | ●      | ●          | ●      | ●      | ●      |
| 快速     | 1        | 0          | ●        | ●      | ●      | ●      | ●          | ー       | ー       | ●      | ●      | ー     | ー     | ●              | ●      | ●        | ー         | ●      | ー         | ●      | ●        | ●        | ●      | ●          | ●      | ●      | ●      |
| 快速     | 0        | 1          |          |        |        | ●      | ●          | ー       | ー       | ●      | ●      | ー     | ー     | ー             | ●      | ●        | ー         | ●      | ー         | ●      | ●        | ●        | ●      | ●          | ●      | ●      | ●      |
| 快速     | 1        | 1          |          |        |        |        |            |          |          |        |        |        |        |                | ●      | ●        | ー         | ●      | ー         | ●      | ●        | ●        | ●      | ●          | ●      | ●      | ●      |
| 區快     | 7        | 6          | ●        | ●      | ●      | ●      | ●          | ●        | ●        | ●      | ●      | ●      | ●      | ●              | ●      | ●        | ー         | ●      | ー         | ●      | ー       | ●        | ー     | ー         | ー     | ●      | ●      |

開辦最初期，日宇站和大塔站為通過站，1999年起，為着增加便利性及因着部份列車於此兩站內運轉停車（即列車靠站但不提供上落客），一部份列車開始加停，2022年起，佐世保～豪斯登堡間所有班次皆停靠。

### 使用車輛
目前使用的車輛為屬於長崎運輸中心的JR九州200系氣動車和國鐵66系氣動車，通常僅以兩輛車廂編組，並採一人控制方式運行。
車體採用青20號塗色，車門以紅色裝飾，車廂上還有「SEA SIDE LINER」的標示。

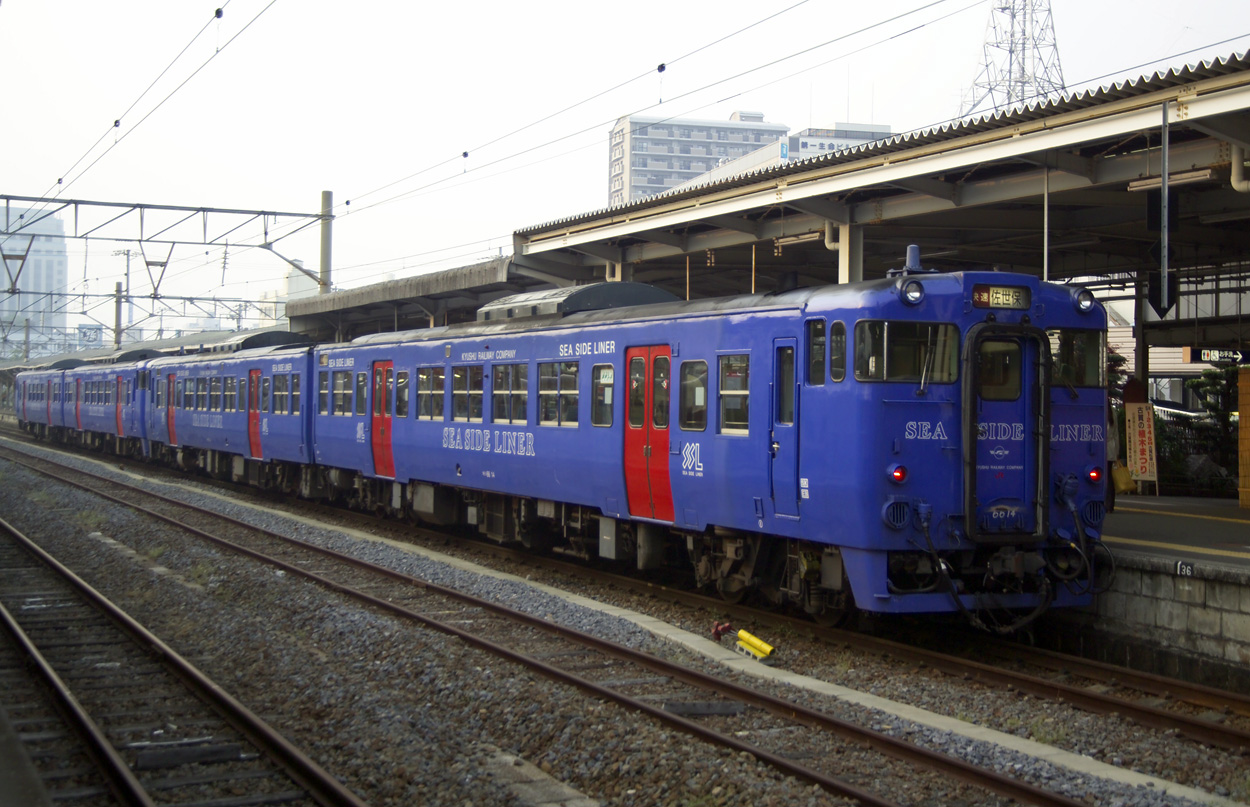
66系氣動車編組的濱海快線列車
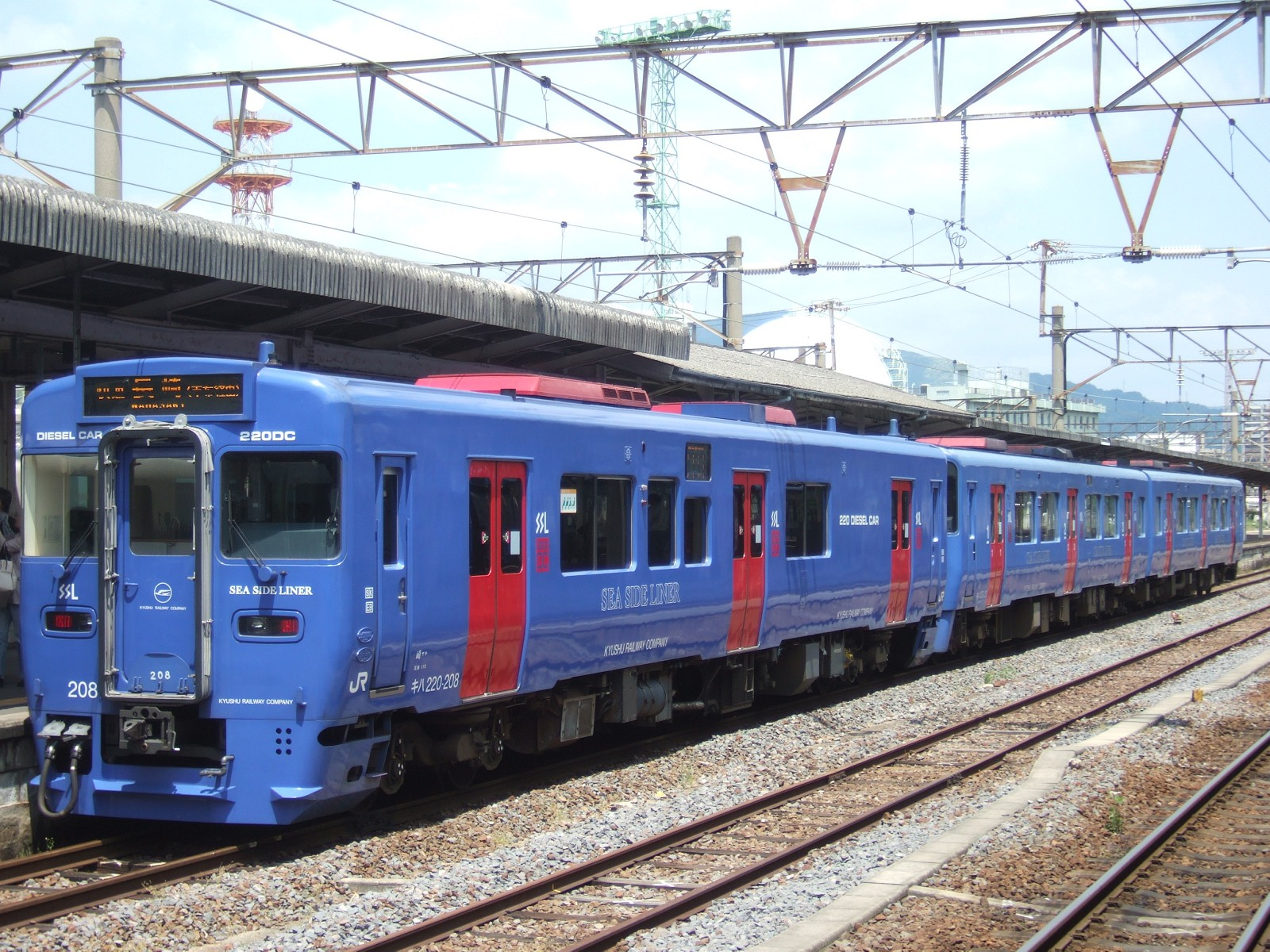
200系氣動車編組的濱海快線列車

## 西博爾德特急

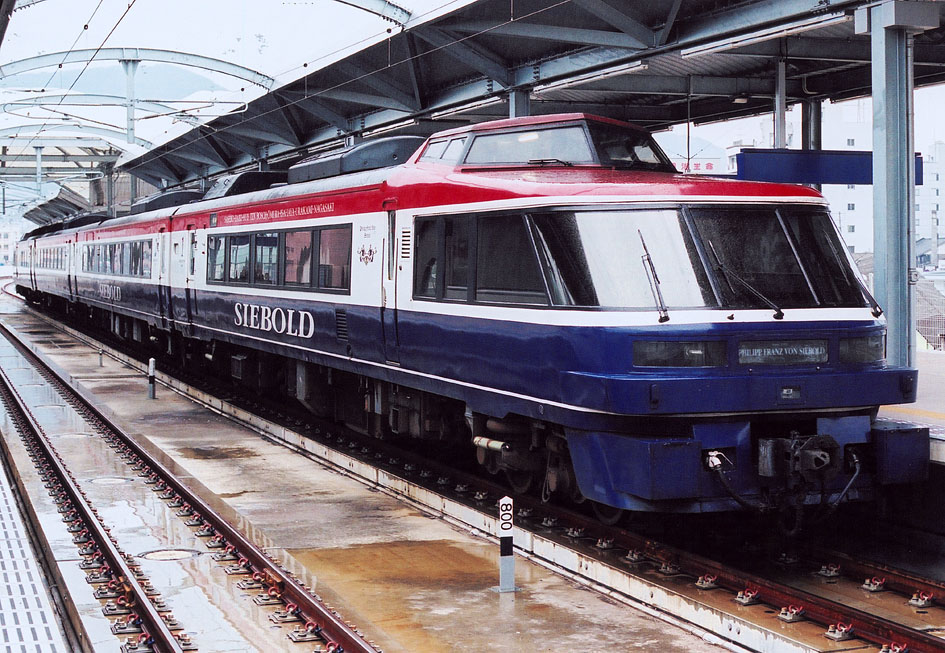
183系氣動車編組的西博爾德特急列車

西博爾德特急（シーボルト特急）是由九州旅客鐵道（JR九州）在1999年至2003年期間營運的特急列車，與現在的濱海快線一樣行駛於佐世保車站與長崎車站之間，但僅營運四年就停止營運。列車名稱「西博爾德」取自19世紀初來到日本的德國醫生菲利普·法蘭茲·馮·西博德。
停靠車站包括：佐世保車站 - 早岐車站 - 豪斯登堡車站 - 川棚車站 - 大村車站 - 諫早車站 - 浦上車站 - 長崎車站
使用車廂採國鐵183系氣動車，以四輛車廂編組，包括一輛指定席車廂及三輛自由席車廂。